# 马约特旗帜和盾徽
马约特旗帜和盾徽是法国海外省马约特的标志。马约特的正式旗帜是法国国旗。非正式旗帜以白色为底色，上有法语“马约特”（DÉPARTMENT DE MAYOTTE）的印刷体，中为马约特盾徽。马约特盾徽内有蓝底月亮以及两朵花等，下有绶带，左右两边分别是银白色的海马。